# Castelpagano
Castelpagano község (comune) Olaszország Campania régiójában, Benevento megyében.

## Fekvése
A megye északi részén fekszik, 80 km-re északkeletre Nápolytól, 30 km-re északra a megyeszékhelytől. Határai: Cercemaggiore, Circello, Colle Sannita, Riccia és Santa Croce del Sannio.

## Története
Középkori alapítású település, de a régészeti leletek szerint már az ókorban lakott vidék volt. Valószínűleg a 369-es földrengésben pusztult el. A mai település pontos alapításáról nincsenek pontos adatok, de a normann időkben már létezett. A következő századokban nemesi birtok volt. A 19. században nyerte el önállóságát, amikor a Nápolyi Királyságban felszámolták a feudalizmust.

## Népessége
A népesség számának alakulása:

## Főbb látnivalói
- Sacro Cuore di Gesù-templom